# P"jatychatky
P"jatychatky (in ucraino П'ятихатки?) è una città ucraina (18 000 abitanti) nel distretto di Kam"jans'ke, nell'oblast' di Dnipropetrovs'k. Ospita l'amministrazione della comunità territoriale di P"jatychatky, una delle comunità territoriali dell'Ucraina.
Fino al 18 luglio 2020 P"jatychatky è stata il centro amministrativo del distretto di P"jatychatky, abolito come parte della riforma amministrativa dell'Ucraina, che ha ridotto a sette il numero dei distretti dell'oblast' di Dnipropetrovs'k. L'area del distretto di P"jatychatky è stata fusa nel distretto di Kam"jans'ke.